# Anna Carlström
Anna Carlström, född Wickberg 13 februari 1780 i Bjuråker, död 8 maj 1850 i Stockholm, var en svensk värdshusvärd och bordellmamma. 

## Biografi

### Uppväxt
Carlström var ett av sex barn till Erik Wickberg, byggmästare vid Olofsfors bruk i Ångermanland, och Brita Christina Eriksdotter. Hon beskrev senare sitt liv i sina memoarer. Vid elva års ålder gick hon i lära i ett halvår hos bonden Erik Andersson från Vångsjö i Nordmaling: därefter fick hon tillstånd av sin far att gå i skola fram till 14 års ålder, varefter hon ett år gick i lära hos bonden Jan Jansson i Tingsta by, Arnäs socken i Ångermanland. Efter att ha levt en kort tid som fosterbarn hos rådman Moberg i Härnösand, flyttade hon till Stockholm vid 17 års ålder 1797. 

### Tidigt liv
Enligt vad hon uppgav i sina memoarer arbetade hon sedan ett år som tjänare, och därefter i tre år som vävare hos Liljencrantz på Hässelbyholm i Södermanland, innan hon återigen blev tjänare i Stockholm hos en kapten Berzelius, och sedan ett halvår i som tjänare i London. 
Vid hemkomsten till Sverige var hon av någon anledning förmögen. Hon gifte sig då med hovskräddaren Hellbom. Äktenskapet varade i sex år, under vilket hon fick sex barn, av vilka fyra dog. Äktenskapet var olyckligt, då maken led av spelmissbruk. Omkring 1807 avled maken som landsflyktig i Norge, och lämnade henne utblottad med två barn, varav det ena strax avled. Hon öppnade då värdshusrörelse i Stockholm och gifte sig för andra gången med skomakaren Johan Löfstedt, ett förhållande hon beskrev som olyckligt, som varade i tio år och resulterade i åtta barn, av vilka bara ett överlevde. 
Tredje gången gifte hon sig cirka 1818 med en underofficer i flottan, Anders Johan Lundholm, som hon beskrev som sitt livs kärlek. Hon uppgav sig ha fött åtta barn under detta äktenskap, av vilka dock alla avled. Maken avled efter 16 års äktenskap efter ett fall från Munkbron. Efter hans död tvingades hon sälja sin fastighet och allt lösöre. 
Hon gifte sig för fjärde gången cirka 1834 med skeppare Anders Carlström. Maken hade dock inte mer pengar än att han kunde försörja sig själv, och han levde genom sitt yrke hemifrån och till sjöss. Anna Carlström satsade de pengar hon hade fått på försäljningen av sin tredje makes hus till att uppföra ett nytt, där hon bedrev värdshusrörelse. 1838 var hon dock svårt skuldsatt av byggandet.

### Bordellmadam
År 1838 beslöt myndigheterna i Stockholm att ge tillstånd till två bordeller för att kontrollera spridningen av könssjukdomar och de utfärdade därför utfärdade två tillstånd, troligen de enda som utfärdats i Sverige. Den ena till änkan Maria Martell, och den andra till Anna Carlström, som öppnade bordellen "London" samma år. 
Carlström beskrev i sina memoarer varför hon hade samtyckt till att hålla bordell: 
“Tiderna är ombytliga och man måste skicka sig därefter. Om jag nu försakar detta tillfälle, så har jag ingen utväg att kunna försörja mina fordringsägare, som är min högsta åstundan. Däremot, om jag fortsätter denna rörelse, kan jag gottgöra mina skulder och ändå ha en tarvlig bärgning på min ålderdom. Och kom ihåg, min vän, att nuförtiden heter det: förtjänst och pengar!”
Carlströms make invände mot affärsrörelsen med argumentet att hon på grund av ålder och hälsa inte skulle orka med det, men hon övertalade honom. Hennes make hade ingenting med affärsrörelsen att göra utan befann sig utomlands till sjöss medan hon drev rörelsen. Hennes bordell "London" låg först vid Skeppsbron i ett hus kallat Gamla Rejsens, och flyttade senare till Hus nr 2 i Kråkgränd vid Skeppsbron.  
I sina memoarer kallade hon bordellen för "värdshus" och uppgav att "Jag hyser den öfvertygelsen, att jag icke haft någon möda ospard för att gå hvar och ens önskan till mötes, som behagat besöka detta värdshus", men också att "mångfaldiga obehagliga uppträden inträffade snart sagdt dagligen", som hon inte varit van vid i sitt tidigare liv och som tog på krafterna att behöva hantera. Anna Carlström framhöll i sina memoarer sitt goda samarbete med myndigheterna och förklarade sig fördöma kriminalitet, vilket var orsaken till hennes goda samarbete med dessa. 
Myndigheterna övergav snart projektet med bordeller med statlig tillstånd och drog tillbaka sitt beskydd och godkännande till verksamheten på bordellerna London och Stadt Hamburg. I augusti 1839 utsattes "London" för en razzia på order av polismästare Olof Theodor Hultberg där en del av möblemanget beslagtogs som misstänkt tjuvgods och Carlström åtalades. Hon blev dock frikänd och frisläppt. 
En annan bordell, Stadt Hamburg som låg på Holländargatan och drevs av Thure Arenander som tidigare hade varit inneboende hos Anna Carlström, stängdes efter en rättegång år 1841. Enligt uppgifter i samtida press var även denna bordell tolererad av myndigheterna. Carlström flyttade från Kråkgränd, troligen senare samma år. I sina memoarer, som utgavs 1841, uppgav hon sig fortfarande bedriva sitt "värdshus" London i Kråkgränd.
I oktober 1845 öppnade Anna Carlström värdshuset Paris, som också var en förtäckt bordell. Paris låg i hörnet mellan Österlånggatan och Skeppar Karls gränd. Samtidigt fortsatte verksamheten på hennes gamla värdshus på Kråkgränd 2, med andra ägare.